# Ewald-Kohle E01–E05
Die fünf bimodalen Lokomotiven für den Betrieb mit Oberleitung und Akkumulator Ewald-Kohle E01–E05 des Herstellers Linke-Hofmann-Busch wurden 1964 und 1965 für die Zeche Ewald gebaut. 1981 bis 1983 wurde die elektrischen Anlagen erneuert und der Akkumulator durch einen Dieselmotor ersetzt. Sie waren danach als Typ ED 700 bis 1993 in Betrieb.

## Geschichte
Für den Streckendienst der Zeche Ewald in Recklinghausen wurden 1964/65 von LHB fünf dreiachsige bimodale Lokomotiven gebaut und ursprünglich als E 01 bis E 05 bezeichnet. Die Lokomotiven wurden im Werksnetz der Zeche mit dem Spannungssystem 15 kV ~ 50 Hz betrieben, für die Bedienung von Gleisen ohne Fahrleitung konnten sie im Akkubetrieb bei geringerer Leistung fünf Stunden eingesetzt werden.

## RAG E 461–465
Nach Einbringung der Zeche in die Ruhrkohle AG wurden die Lokomotiven ab 1970 als E 461 bis E 465 bezeichnet.

## RAG 261–265
1981 bis 1983 wurden die elektrischen Anlagen modernisiert, und anstelle der Batterien erhielten sie einen Dieselmotor als Hilfsantrieb. Die Bezeichnung änderte sich 1983 in 261 bis 265. In dieser Form waren sie bis 1993 in Betrieb und wurden dann ausgemustert sowie verschrottet.

## Technische Beschreibung

### Akkulokomotive
Die Lokomotiven waren Vorbautenlokomotiven mit zentralem mittleren Führerstand und unsymmetrischer Achsanordnung. Der Außenrahmen war eine Schweißkonstruktion aus Blech. In ihm waren die drei Achsen mit Rollenachslager gelagert und mit oben liegenden Blattfedern abgefedert. Angetrieben wurden sie von je einem Gleichstrommotor mit Tatzlagerantrieb. Die Federn der beiden Achsen mit geringerem Abstand waren über Ausgleichshebel miteinander verbunden. Damit wurde eine gleichmäßige Auflage aller Radsätze erreicht.
Im Führerhaus waren die Führerstände diagonal für jede Fahrtrichtung rechts angeordnet. Der Einholm-Dachstromabnehmer war auf einem zentralen Geräteträger oberhalb des Führerhauses platziert. Dort waren der Hauptschalter, die Stromdurchführung und andere Dachaufbauten untergebracht.
Neben den Vorbauten, die den Transformator, die Drucklufterzeugungsanlagen, Motorbelüftung und Stromsteuerung enthielten, waren die Batteriekästen aufgestellt. Die Drucklufterzeugungsanlagen waren zur Wartungsvereinfachung auf einem gesonderten Aufbaurahmen unterhalb des Führerhauses montiert. Die Druckluftbremse war als Scheibenbremse ausgeführt und wirkte auf alle drei Achsen. Damit die Lok ein Dienstgewicht von 60 t erreichte, waren unter den Batteriekästen Ballastgewichte untergebracht.

### Lokomotive mit Hilfsdiesel
1982 wurden die elektrische Einrichtung der Lokomotiven komplett umgebaut, sie wurden mit Drehstromantriebstechnik von Siemens ausgerüstet. Dabei wurden die Akkumulatoren aus- und dafür ein Hilfsantrieb mit Dieselmotor eingebaut.